# Dominique Clos
Dominique Clos (Sorèze, departamento de Tarn, 25 de mayo de 1821 -Ibidem, 19 de agosto de 1908) fue un médico y botánico francés.
Hace sus estudios en Toulouse, luego en París, donde se doctora en medicina en 1845, y obtiene un doctorado en ciencias en 1848.
En 1853, sucede a Alfred Moquin-Tandon (1801-1863) como profesor de botánica en la Universidad de Toulouse, manteniendo esa posición hasta su retiro en 1889. En Toulouse, su mayor contribución fue su Jardín botánico y herbario.

## Algunas publicaciones
- Des parotides. Ed. Méd.--Paris, 43 pp. 1845
- De la possibilité d'expliquer par les lois qui agissent encore aujourd'hui les phénomènes dont la géologie nous révèle l'existence antérieure (enlace roto disponible en Internet Archive; véase el historial, la primera versión y la última).. París, Bachelier, 1848
- Ébauche de la rhizotaxie ou De la disposition symétrique des radicelles sur la souche : suivi de La détermination de la véritable nature des radicelles Archivado el 3 de marzo de 2016 en Wayback Machine.. París, Bachelier, 1848
- Etudier les fluides des végétaux et les comparer à ceux des animaux, Montpellier mayo 1851
- Première leçon faite à la Faculté des sciences de Toulouse, le 25 mai 1853, pour l'ouverture du cours de botanique, Toulouse : impr. de Bonnal et Gibrac, 1853
- Fascicule d'observations de tératologie végétale, Toulouse : impr. de Douladoure frères, 15 pp. 1859
- Considérations sur les graines envisagées du point de vue agricole, Toulouse : impr. de Douladoure frères, 1859
- Coup-d'oeil sur la végétation de la partie septentrionale du département de l'Aude, Bordeaux : Maison Lafargue, 1863
- Coup d'oeil sur les principes qui servent de base aux classifications botaniques modernes, Toulouse : Impr. Douladoure, 1869
- Les plantes de Virgile. Reimpreso de Impr. Douladoure, 24 pp. 1871
- De Quelques principes d'organographie végétale. Ed. L. & J.-B. Douladoure, 22 pp. 1872
- Notice sur les travaux scientifiques de M. le Dr. D. Clos, professeur à la Faculté des Sciences et directeur du Jardin des Plantes de Toulouse. Toulouse, 1876, 34 pp.
- La feuille florale et le filet étaminal. Ed. Sn, 26 pp. 1877
- Des stipules et de leur rôle à l'inflorescence et dans la fleur. Mémoires de l'Académie des Sciences, Inscriptions & Belles-Lettre de Toulouse 7 10: 201—317 1878
- Draparnaud botaniste. Ed. Boehm et fils, 24 pp. 1885
- Le polymorphisme floral et la phytographie. Paris : Au secrétariat de l'association, 26 pp. 1893[3]
- L'Astragale en faux, plante fourragère, Paris : au siège social de la Société nationale d'acclimatation de France, 1895[1]
- Historique de la flore du département du Tarn. Ed. Albi. 11 pp. 1898

## Honores
- 1881 a 1908: miembro correspondiente de la Academia de Ciencias de Francia

### Epónimos
Género
- (Asteraceae) Closia J.Rémy[4]

Especies
- (Apiaceae) Asteriscium closii (Kuntze) Mathias & Constance[5]
- (Boraginaceae) Eritrichium closii Phil.[6]
- (Cactaceae) Mammillaria closiana Roum.[7]
- (Caesalpiniaceae) Cassia closiana Phil.[8]
- (Campanulaceae) Sclerotheca closiana Warb.[9]
- (Crassulaceae) Crassula closiana Reiche[10]
- (Cyperaceae) Bulbostylis closii Barros[11]
- (Fabaceae) Adesmia closii Phil.[12]
- (Flacourtiaceae) Scolopia closii Gagnep.[13]
- (Urticaceae) Nanocnide closii H.Lév. & Vaniot[14]